# Nusratullo Maksum
Nusratullo Maksum noto anche come Nusratullo Lutfullaev (tagico: Нусратулло Махсум (Лутфуллоев); 1º luglio 1881 – Mosca, 1º novembre 1937) decorato con l'Ordine della Bandiera rossa.
Dal 18 marzo 1931 al 4 gennaio 1934 è stato Presidente del Soviet Supremo della Repubblica socialista sovietica tagica e rappresentante della Repubblica socialista sovietica tagica nel Comitato esecutivo centrale dell'Unione Sovietica. Maksum ha una posizione 'moderata' nei confronti dei kulaki, e quando questa posizione viene giudicata 'erronea' dal Politburo del CC del PCUS (5 dicembre 1933), Maksum viene destituito a fine mese dal Consiglio dei Commissarî del Popolo (per politiche "antipartitiche ed antisovietiche"), e pochi giorni dopo anche dalla presidenza del Comitato Esecutivo Centrale dell'URSS (sostituito da A. R. Rakhimbaev, poi vittima delle purghe staliniane a sua volta).
Venne arrestato a Mosca l'8 luglio 1937 e condannato alla pena capitale il 31 ottobre dello stesso anno (giustiziato da un plotone d'esecuzione il giorno successivo). Durante la destalinizzazione, il 15 dicembre 1957 il Collegio Militare della Corte Suprema, dando seguito alla decisione della Procura generale dell'URSS, annullò la sentenza contro Maksum per mancanza di corpus delicti, ma ci vorrà il 26 giugno del 1964 perché il Presidium del Soviet Supremo dell'URSS riabiliti Nusratullo Maksum. Dopo l'indipendenza del Tagikistan dall'Unione Sovietica, Nusratullo Maksum è stato proclamato eroe nazionale del Tagikistan e rappresentato sulla banconota di 200 Somoni tagichi.